# Ichidai Yoki

Le Ichidai Yoki est un document japonais de l'époque de Kamakura, comprenant 10 volumes. Le nom de son auteur ainsi que la date exacte de sa parution sont inconnus. On estime qu'il a probablement été publié dans le courant du XIVe siècle, la date de la dernière entrée étant 1315.